# Попешти-Леордени
Попешти-Леордени (рум. Popeşti-Leordeni) град је у Румунији. Он се налази у јужном делу земље, у историјској покрајини Влашка. Попешти-Леордени је велико насеље округа Илфов, који окружује главни град Букурешт, чије је предграђе.
Попешти-Лердени је по последњем попису из 2002. имао 15.115 становника.

## Географија
Град Попешти-Леордени налази се у средишњем делу историјске покрајине Влашке, у оквиру уже области Мунтеније. Град се налази око 10 km југоисточно од Букурешта и, заправо, представља продужетак изграђене градске целине Букурешта преко његове југоисточне управне границе. Стога Попешти-Леордени спада у граду најближа предграђа. Поред града је истоимено Пантлимонско језеро.

## Становништво
Матични Румуни чине огромну већину градског становништва Попештија-Леорденија, а од мањина присутни су једино Роми. Међутим, насеље је верски шаролико, а становништво је подељено између православаца (65%) и римокатолика (35%). По овоме је Попешти-Леордени једно од упоришта римокатоличанства у овом, традиционално православном делу Румуније.
Град је једно од најбрже растућих места у целој земљи захваљујући близини главног града и развију „мале привреде“.
| 2011.  |
| ------ |
| 21.895 |